# 나라얀히티 왕궁

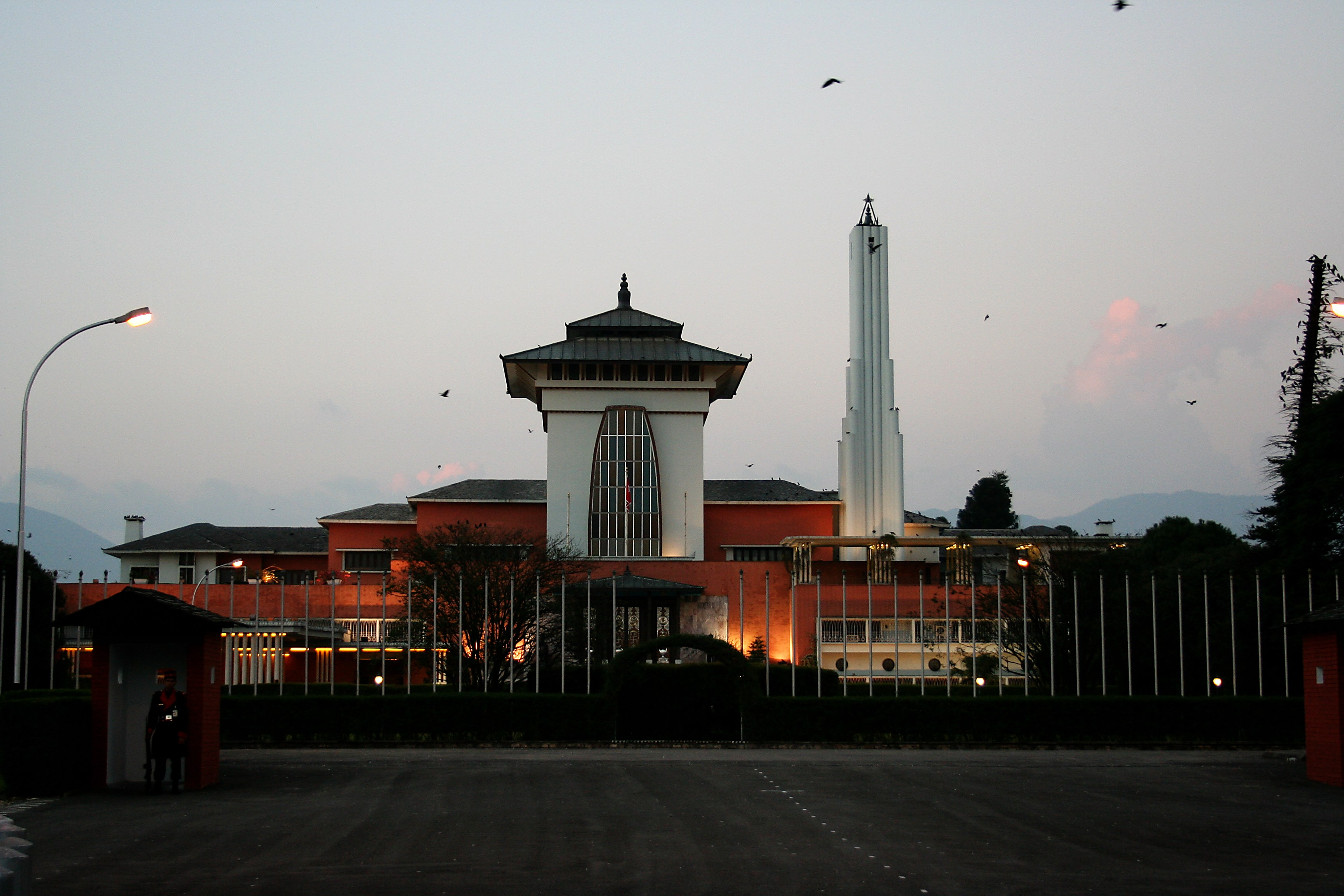
나라얀히티 왕궁

나라얀히티 왕궁(네팔어: नारायणहिटी दरवार संग्रहालय)은 네팔의 수도 카트만두에 위치한 네팔의 왕궁이다. 오랜 시간동안 네팔 왕실의 거주지와, 국가 중대사의 중심이었다. 웅장한 건물들, 정원, 알현실들이 있으며, 현재 볼 수 있는 궁전은 지진으로 무너진 것을 1936년에 마헨드라 국왕에 의해 재건된 것이다.

## 이름
'나라얀히티'라는 이름은 두 개의 단어가 합쳐져 이루어졌다. '나라얀'은 힌두교의 신 비슈누의 또다른 이름이며, '히티'는 네팔의 전설 속의 샘물을 의미한다.

## 역사

### 왕궁이 되기 전까지
나라얀히티 왕궁은 지역 토호의 궁전으로 처음 만들어졌다. 이후 시간이 흐르며 왕궁의 주인은 계속 바뀌었고, 결국 네팔의 6대 총리에 의해 인수되었다. 1846년, 대폭동이 일어나며 총리와 그의 가족들이 이 곳에서 살해되었고, 이 궁전은 주인의 공백을 맞게 되었다. 그러던 중, 당시 대령의 위치에 있었던 라노디프 쿤와르가 이 궁전을 차지했고, 궁전의 일부를 헐어내고, 개인용 저택으로 그 용도를 바꾸어 버렸다. 1877년에 쿤와르 대령이 총리의 자리에 오르고 권력을 완전히 장악한 후, 그는 이 궁전을 전보다도 훨씬 더 화려하게 장식했고, 추가적인 건물군들을 배치하였다. 하지만 1885년에 반란이 일어났고, 쿤와르 총리는 나라얀히티 왕궁에서 그의 조카들에 의해 살해되었다.

### 네팔의 왕궁
쿤와르 총리가 죽은 이후, 버르 섬셔 총리가 그의 뒤를 잇게 되었다. 섬셔 총리는 1886년 나라얀히티 왕궁을 모두 헐어버린 후 완전히 다시 지었고, 당시 그의 양자였던 네팔의 국왕에게 이 왕궁을 선물하였다. 이후 네팔 왕실은 두바르 광장에 있었던 오래된 왕궁에서 이사하여, 새로운 나라얀히티 왕궁에 입주하게 되었다.

#### 1934년의 대지진
1934년에 네팔 카트만두에 대지진이 일어나, 나라얀히티 왕궁의 일부가 무너졌다. 이로 인해 당시 아기였던 2명의 공주가 죽었다. 이후 복구 작업과 추가적인 개축작업이 이루어졌고, 이 때 기둥으로 된 회랑과 계단들이 만들어졌다.

#### 현재의 왕궁
1963년 당시 네팔 국왕이었던 마헨드라는 나라얀히티 왕궁을 철거하고 새로운 왕궁의 건설을 지시하였다. 새로운 왕궁은 미국 건축가에 의해, 네팔의 전통적 건축양식에 따라 지어졌다. 왕궁은 1969년에 완공되었다. 이후 왕세자가 왕실 일원들을 모두 살해한 네팔 궁중 학살 사건이 발생하며, 왕가의 대가 끊기게 되어 네팔은 공화정으로 전환되었고, 지금은 박물관으로 사용되고 있다.

## 내부 구조
왕궁은 총 3794 제곱미터의 면적을 차지하고 있으며, 3개의 부분으로 구분되어 있다. 52개의 방이 있으며, 이 방들은 모두 네팔의 지역 이름들을 본따 작명하였다. 궁전의 내부는 후기 빅토리아 양식으로 장식되어있다.

### 접견실
왕궁의 접견실의 이름은 네팔의 지역 이름을 본따, '카스키 방'이라고 불린다. 홀 내부에는 국왕들이 직접 사냥한 벵골 호랑이 두 마리가 박제되어 전시되어 있고, 군주의 초상화가 실물 크기로 그려져 있다. 네팔의 국왕이 정치인들을 접견하고, 총리와 법관들에게 상징적인 예식을 거행했던 곳이 바로 이 곳이다.

### 알현실
알현실은 접견실 바로 위에 위치해 있다. 힌두 사원의 형식을 본따 지어졌고, 거대한 샹들리에가 높은 천장에 매달려 있다. 천장은 네 개의 콘크리트 기둥들에 의해 떠받혀지고 있고, 이 기둥들에는 힌두교의 신들이 조각되어 있다. 이 곳에 국왕의 옥좌가 놓여져 있고, 이 곳에서 국왕의 포고식, 알현 예식과 같은 중요한 제례들이 치루어졌다. 알현실의 옆 방에는 한 쪽에서만 볼 수 있는 유리창이 설치되어 있어, 왕실의 손님들이 예식을 방 뒤에서 관람할 수 있게 하는 역할을 하였다.

## 현재
2001년, 네팔의 디펜드라 왕세자가 나라얀히티 왕궁에서 비렌드라 국왕을 포함한 왕실 일원들을 대부분 살해한 사건이 발생하여 네팔 왕정에 큰 충격을 주었고, 2006년에 혁명이 일어나 약 200년간 이어져 내려온 네팔 왕실의 전통은 끊기게 되었다. 혁명 이후에 새롭게 구성된 네팔 정부는 2008년에 공화정을 선포했고, 갸넨드라 국왕에게 15일 이내에 나랴안히티 왕궁을 비울 것을 명령하였다. 국왕이 쫓겨난 이후에 나라얀히티 왕궁은 공공 박물관으로 전환되었다. 왕관에 박혀 있는 보석들은 네팔에서 가장 아름답고 고귀한 보물들로 간주된다.